# Fehér Márton
Fehér Márton (Nagyoroszi, 1878. szeptember 6. – Nagyvárad, 1938. október 11.) magyar ügyvéd, író, újságíró.

## Életútja
Budapesten szerzett jogi doktorátust. 1906-tól a Nagyvárad, 1908-tól a nagyváradi Szabadság szerkesztője. Szakmunkákat írt a sajtójogról, a választójogról és a nők polgárjogáról. 1919-ben Budapesten utópisztikus államregénye jelent meg (Aranyország), 1920-ban Nagyváradon politikai tanulmányt adott ki (Olvasókönyv felnőttek számára). 
Szerepet vállalt az izraelita hitközségben, s mint az OMP nagyváradi titkára a zsidóságnak a magyar kisebbséggel való politikai és kulturális együtt haladása mellett foglalt állást. Cikkeit a helyi sajtó s a Magyar Kisebbség közölte. A zsidók és a zsidóság című munkájában (Nagyvárad, 1926) szembeszállt a cionizmussal. Ugron Gáborról és Kecskeméti Lipótról írt monográfiája kéziratban maradt.